# Anaphrygymothrips otagensis
Anaphrygymothrips otagensis är en insektsart som beskrevs av Laurence A. Mound och Walker 1982. Anaphrygymothrips otagensis ingår i släktet Anaphrygymothrips och familjen smaltripsar. Inga underarter finns listade i Catalogue of Life.